# 特拉華縣 (印第安納州)
特拉華縣（英語：Delaware County）是美國印第安納州東部的一個縣。面積1,025平方公里。根據美國2000年人口普查，共有人口118,769。縣治曼西（Muncie）。
成立於1827年，縣名來自特拉華人。